# Jadson Alves dos Santos
Jadson Alves dos Santos (São Bernardo do Campo, 30 augustus 1993) - alias Jádson - is een Braziliaans voetballer die bij voorkeur als defensieve middenvelder speelt. Hij tekende in 2013 een vierjarig contract bij Udinese, dat $2.500.000,- voor hem betaalde aan Botafogo FR.

## Clubcarrière
Jádson verruilde in 2010 de jeugdacademie van CR Flamengo voor die van Botafogo. Hiervoor debuteerde hij in 2012 op het hoogste niveau. Na 29 competitiewedstrijden in het shirt van Botafogo werd Jádson voor 2,5 miljoen euro verkocht aan Udinese. Hij werd meermaals verhuurd aan Braziliaanse clubs.